# Jelisava Adamič
Jelisava Adamič, slovenska agronomka, mikrobiologinja * 9. avgust 1929, Bistra, Vrhnika, † 2014, Bohinj.
Po diplomi iz agronomije 1954 na ljubljanski Agronomsko gozdarski fakulteti je 1974 doktorirala na Tehnološki fakulteti Univerze v Zagrebu. Sprva se je zaposlila na Kmetijskem inštitutu Slovenije v Ljubljani (1955–1959), nato je poučevala na Kmetijski srednji šoli v Ljubljani (1959–1962) ter na živilskem oddelku Biotehniške fakultete v Ljubljani, kjer je postala 1981 izredna in 1986 redna profesorica za mikrobiologijo. V raziskovalnem delu se je posvetila raziskavam na področju živilske industrijske mikrobiologije.